# Lecanographa subdryophila
Lecanographa subdryophila är en lavart som först beskrevs av Follmann & Vezda, och fick sitt nu gällande namn av Egea & Torrente. Lecanographa subdryophila ingår i släktet Lecanographa och familjen Roccellaceae.   Inga underarter finns listade i Catalogue of Life.